# Sidônia da Saxônia (1834–1862)
Maria Sidônia Luísa (em alemão: Maria Sidonie Ludovica; Dresden, 16 de agosto de 1834 – Dresden, 1 de março de 1862), mais conhecida apenas como Sidônia, foi uma princesa da Saxônia. Filha do rei João da Saxônia e de sua esposa, Amélia Augusta da Baviera, a princesa recebeu o nome em homenagem a Sidônia da Boêmia, a matriarca da linhagem Albertina da Casa de Wettin.

## Biografia
A princesa nasceu em 16 de agosto de 1834 por volta das 6h da manhã no Castelo de Pillnitz, a sudeste de Dresden.

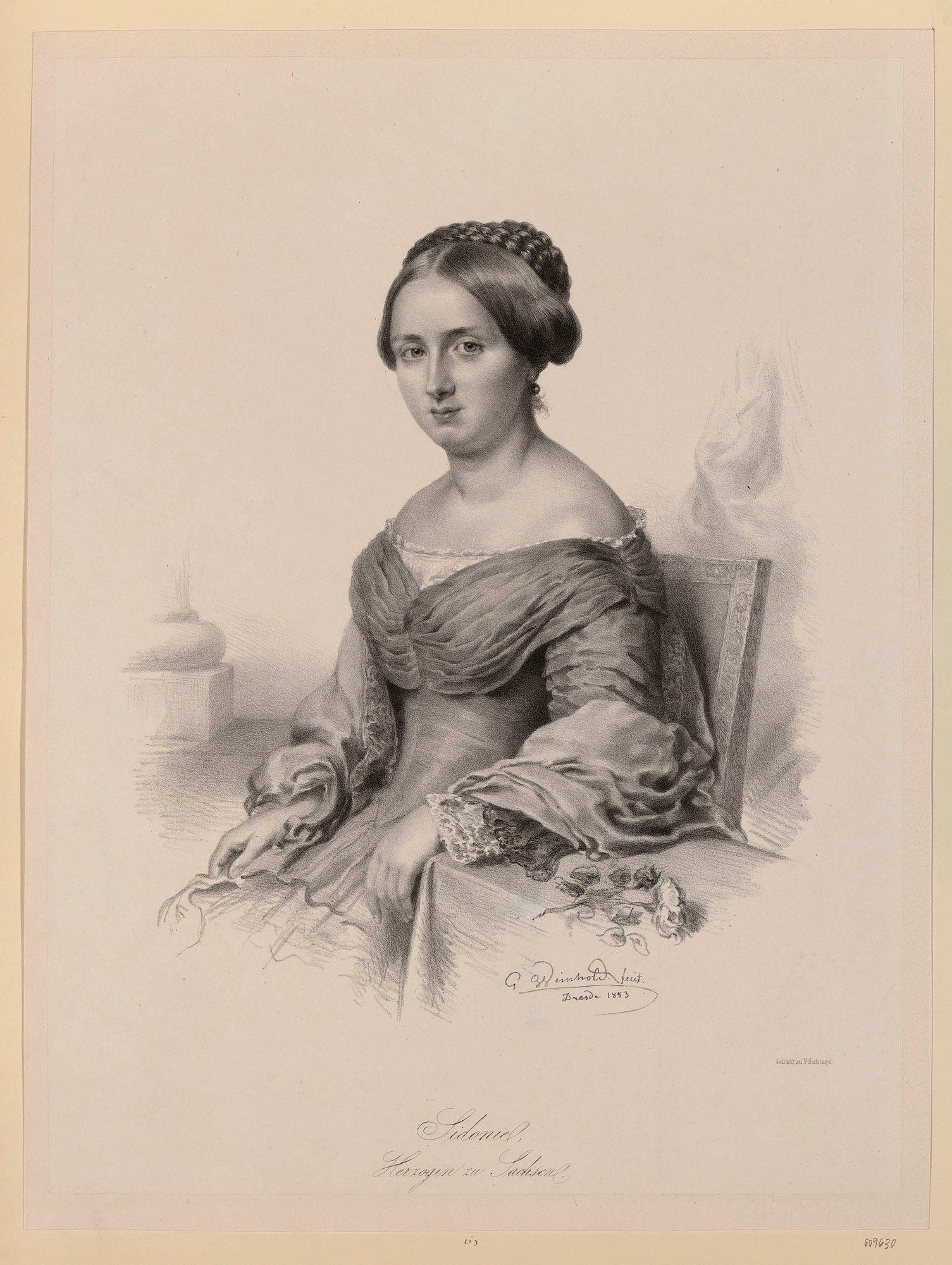
Sidônia da Saxônia. Por Johann Georg Weinhold, 1853.

Sidônia foi sugerida em casamento para o jovem imperador Francisco José I da Áustria, que chegou a se encontrar com a princesa várias vezes na Saxônia.
Na primavera de 1853, o príncipe-regente de Baden, Frederico, cortejou Sidônia, mas na opinião de seu pai João, a união fracassou devido às diferentes denominações religiosas. Embora nem todos os casamentos dos filhos de João se baseassem puramente no afecto pessoal, geralmente não eram relações motivadas exclusivamente por razões políticas. Além de um casamento condizente com sua posição, ele considerava a "felicidade doméstica" para seus filhos importante, de modo que em 1855 ele não viu o rei-viúvo Vítor Emanuel II da Sardenha-Piemonte como um parceiro adequado para Sidônia, mas em vez disso a deixou viajar para a Itália com sua irmã mais velha, a duquesa de Gênova, para conhecê-lo pessoalmente. Jérôme Napoleon, primo do imperador francês Napoleão III, que estava em Pillnitz em 1857, encontrou preconceito e rejeição por suas origens não apenas da Casa Real, mas também de Sidônia, de modo que ele desistiu de suas intenções de cortejá-la.
Em 1 de março de 1862, Sidônia morreu de tifo, aos 27 anos, solteira e sem filhos, em Dresden às 19h30, após várias semanas de doença. Ela foi enterrada na Cripta Real da Catedral da Santíssima Trindade, em Dresden.

## Homenagens
No parque termal de Bad Oeynhausen, um carvalho foi batizado de Carvalho Sidonien quando a princesa visitou Bad Oeynhausen em 1852. O carvalho é um dos mais antigos do parque termal. Em 1855, Sidonienstraße, localizada a sudeste do centro histórico de Dresden, em Seevorstadt, recebeu seu nome em homenagem a princesa.